# 7631 Вокроугліцкі
7631 Вокроугліцкі (7631 Vokrouhlický) — астероїд головного поясу, відкритий 20 листопада 1981 року.
Тіссеранів параметр щодо Юпітера — 3,486.